# Örkelljunga landsfiskalsdistrikt
Örkelljunga landsfiskalsdistrikt var 1918–1964 ett landsfiskalsdistrikt i Kristianstads län, bildat när Sveriges indelning i landsfiskalsdistrikt trädde i kraft den 1 januari 1918, enligt beslut den 7 september 1917. Den 1 januari 1965 avskaffades i Sverige samtliga landsfiskaler och landsfiskalsdistrikt, och deras arbetsuppgifter delades upp på de nyskapade indelningarna polisdistrikt, åklagardistrikt och kronofogdedistrikt.
Landsfiskalsdistriktet låg under länsstyrelsen i Kristianstads län.

## Ingående områden
Hishults landskommun var delad mellan Hallands län och Kristianstads län, och även på två landsfiskalsdistrikt. Denna oregelbundenhet upphörde 1 januari 1949, då delen i Kristianstads län överfördes till kommunerna Skånes-Fagerhult och Örkelljunga. När Sveriges nya indelning i landsfiskalsdistrikt trädde i kraft den 1 januari 1952 (enligt kungörelsen 1 juni 1951) ändrades indelningen av distriktets ingående områden.

### Från 1918
Norra Åsbo härad:
- Del av Hishults landskommun: Den del av kommunen som låg i Kristianstads län.[2]
- Rya landskommun
- Fagerhults landskommun
- Tåssjö landskommun
- Örkelljunga landskommun

### Från 1949
Norra Åsbo härad:
- Rya landskommun
- Skånes-Fagerhults landskommun (namnet ändrat 1949 från Fagerhults landskommun)
- Tåssjö landskommun
- Örkelljunga landskommun

### Från 1 januari 1952
- Munka-Ljungby landskommun
- Skånes-Fagerhults landskommun
- Örkelljunga landskommun